# Molophilus planitas
Molophilus planitas är en tvåvingeart som beskrevs av Alexander 1953. Molophilus planitas ingår i släktet Molophilus och familjen småharkrankar.
Artens utbredningsområde är Bolivia. Inga underarter finns listade i Catalogue of Life.